# Пітер Рахман
Перек «Пітер» Рахман (16 серпня 1919 — 29 листопада 1962) — землевласник польського походження, який працював у Ноттінг-Гілл, Лондон, Англія у 1950-х і на початку 1960-х років. Він прославився експлуатацією своїх орендарів, а слово «рахманізм» увійшло в «Оксфордський словник англійської мови» як синонім експлуатації та залякування орендарів.

## Молодість і Друга світова війна
Рахман народився у Львові у 1919 році в родині євреїв. Його батько був стоматологом. Після німецького вторгнення у Польщу у 1939 році Рахман, можливо, приєднався до польського опору. Спочатку його ізолювали німці, а після втечі через радянський кордон потрапив до радянського трудового табору у Сибіру, де з ним жорстоко поводилися. Після нападу Німеччини на Радянський Союз у 1941 році Рахман та інші польські в'язні приєдналися до 2-го польського армійського корпусу та воювали з союзниками на Близькому Сході та в Італії. Після війни він залишався зі своїм підрозділом в Італії до 1946 року як окупаційна сила, потім його перевели до Великої Британії. Рахман був демобілізований у 1948 році та став резидентом Великої Британії.

## Ділова кар'єра
Рахман почав свою кар'єру, працюючи в агента з нерухомості у Шепердс-Буші. До 1957 року він створив імперію нерухомості в західному Лондоні, що складалася з понад сотні особняків і кількох нічних клубів. Його офіс знаходився за адресою 91–93 Вестборн-Гров, у Бейсвотер, а перший будинок, який він придбав і використовував для спільної оренди знаходився неподалік, у занедбаному районі Сент-Стивенс-Гарденс, W2. У прилеглих районах у Ноттінг-Гілл (W11) і Північному Кенсінгтоні (W10), включно з Повіс-сквер, Повіс-Гарденс, Повіс-Террас, Колвілл-роуд і Колвілл-Террас, він також розділив великі будинки на квартири та орендовані кімнати, спочатку часто для проституції. Велика частина цієї території, на південь від Вестборн-Парк-роуд, ставши занедбаною, була примусово викуплена Вестмінстерською міською радою наприкінці 1960-х років і була знесена у 1973—1974 роках для звільнення місця для маєтку Вессекс-Гарденс.
За словами біографа Ширлі Грін, Рахман переселяв захищених орендарів у меншу концентрацію нерухомості або викуповував їх, щоб мінімізувати кількість оренди зі встановленим законом контролем орендної плати. Будинки також були поділені на кілька квартир, щоб збільшити кількість орендарів без контролю за орендною платою. Рахман заповнив житло нещодавніми мігрантами з Вест-Індії. Початкова репутація Рахмана, яку він намагався просувати у засобах масової інформації, була людини, яка допомагає знайти та забезпечує житлом іммігрантів, але він значно завищував плату для переселенців з Вест-Індії, оскільки у них не було такого ж захисту за законом, як у попередніх орендарів.
До 1958 року він перейшов із землеволодіння у нетрях у девелопмент власності, але його колишні поплічники, включно з не менш сумнозвісним Майклом де Фрейтасом, який створив собі репутацію лідера чорношкірої влади і Джонні Еджкомбом, який став популяризатором джазу та блюзу, допомогли йому залишатися у центрі уваги. Спеціальний підрозділ поліції був створений для розслідування діяльності Рахмана у 1959 році та розкрив складну мережу з 33 компаній, які він створив для контролю своєї імперії нерухомості. Він також виявив, що Рахман був залучений у проституцію, і його двічі притягували до кримінальної відповідальності за утримання публічного будинку. У той час він жив у Гемпстеді та їздив на Rolls-Royce з водієм.
У 1960 році, після ув'язнення Ронні Крея на 18 місяців за рекет і погрози, його брат Реджі звернувся до Рахмана з бізнес-пропозицією. Рахман мав купувати нерухомість для Креїв, а вони отримували б відсоток від орендної плати за «захист». Рахман зрозумів, що так Креї повільно заволодіють його імперією нерухомості, і зробив їм зустрічну пропозицію керувати його нічним клубом у центрі Лондона. Креї погодилися, вони отримали «Esmeralda's Barn» у Найтсбріджі (тепер тут розташований готель «Берклі»). Давши Креям нічний клуб, Рахман знав, що вони отримали те, що хотіли, і тому дадуть йому спокій.
Широкої відомості Рахман досяг після своєї смерті, коли справа Проф'юмо 1963 року потрапила у заголовки газет і з'ясувалося, що Крістін Кілер і Менді Райс-Девіс були його коханками, а він володів конюшнею у Мерілебоні, де Райс-Девіс і Кілер ненадовго залишалися. Коли були розкриті всі подробиці його злочинної діяльності, Бен Паркін, член парламенту від Паддінгтон-Норт, закликав прийняти нове законодавство для запобігання такій практиці, яка отримала термін «рахманізм». Закон про оренду 1965 року надав гарантію володіння орендарям приватно орендованої нерухомості.

## Особисте життя
Рахман одружився зі своєю давньою подругою Одрі О'Доннелл у березні 1960 року, але залишався пристрасним бабієм, залишивши Менді Райс-Девіс своєю коханкою у будинку 1 на Браянстон-Мьюз-Вест, де він раніше ненадовго жив з Крістін Кілер. Після двох серцевих нападів Пітер Рахман помер у лікарні 29 листопада 1962 року у віці 43 років. Він похований на єврейському кладовищі у Буші, Гартфордшир.
Рахману відмовили у британському громадянстві. Оскільки у лютому 1946 року його рідне місто стало частиною Української Радянської Соціалістичної Республіки (частина Радянського Союзу), і він став особою без громадянства.